# Gimnolemats
Gymnolaemata és una classe d'animals dins de l'embrancament Bryozoa. Els gymnolaemata típicament viuen sota l'aigua i creixen en la superfície de les roques, dels kelps, i en alguns casos sobre d'animals com els peixos. Principalment són briozous marins amb zooides cilíndrics o aplanats. El seu lofòfor queda endinsat. Aquest ordre inclou la majoria de les espècies actuals de briozous.